# Dream world
『dream world』（ドリームワールド）は、女性8人組音楽ユニットdream（現Dream）の3枚目のアルバム。レーベルはavex trax。2003年2月26日発売。

## 概要
- 松室麻衣が卒業し、8人組となって初のアルバム。
- 全曲ユーロビート（1980年代から1990年代のディスコ・ユーロビート・ポップス）のカバー。
- 初回限定盤（3万枚限定生産）と通常盤の2形態で発売された。
- 初回限定盤はボックス仕様、オフショット映像を収録したDVD、ミニ写真集など6大封入特典付き。

## 収録曲
1. In the name of love
日本語詞:Anemone Mayama、編曲:冬野竜彦、原曲アーティスト:Finzy Contini
2. I BELIEVE IN DREAMS
日本語詞:MIZUE、編曲:冬野竜彦、原曲アーティスト：Jackie Rawe
3. EVER AND EVER
日本語詞:kenko-p、編曲:冬野竜彦、原曲アーティスト：VENICE
4. E.I.E.N
日本語詞:牧穂エミ、編曲:迫茂樹
原曲はHot Gossipの「ブレイク・ミー」（Break Me Into Little Pieces）
5. Turn It Into Love（長谷部優ソロ）
日本語詞:長谷部優、編曲:迫茂樹
原曲はHazell Dean及びKylie Minogueの「愛が止まらない 〜ターン・イット・イントゥ・ラヴ〜」（Turn It Into Love）
6. Passion
日本語詞:kenko-p、編曲:spicy dan
原曲はEVEの「恋はパッション」
7. King & Queen
日本語詞:海老根祐子、編曲:冬野竜彦
原曲はキング&クイーンの「KING AND QUEEN」
8. カケラ
日本語詞:kenko-p、編曲:冬野竜彦
原曲はLimeの「思いがけない恋」（Unexpected Lovers）
9. Help me
日本語詞:海老根祐子、編曲:春川仁志、原曲アーティスト：MELA
10. GIRL'S NIGHT
日本語詞:MIZUE、編曲:冬野竜彦、
原曲はPete Shelleyの「Telephone Operator」
11. Hot Stuff（橘佳奈ソロ）
日本語詞:音羽志保、編曲:Shinichi Maruyama、原曲アーティスト：Donna Summer
12. MUSIC IS MY THING （Album Version）
日本語詞:海老根祐子、編曲:冬野竜彦、原曲アーティスト：Samantha Gilles